# Visovi
Visovi falu Horvátországban Belovár-Bilogora megyében. Közigazgatásilag Kapelához tartozik.

## Fekvése
Belovártól légvonalban 9, közúton 11 km-re északra, községközpontjától 5 km-re délnyugatra, Lalići és Podgorci között fekszik.

## Története
A falu helyén 1775-ben az első katonai felmérés térképén a „Visz” nevű szőlőhegy állt. Faluként csak a 19. század második felében tűnik fel először. 1900-ban 155, 1910-ben 110 lakosa volt. Az 1910-es népszámlálás szerint lakosságának 69%-a horvát, 25%-a szerb anyanyelvű volt. 1918-ban az új szerb-horvát-szlovén állam, majd később Jugoszlávia része lett. 1941 és 1945 között a németbarát Független Horvát Államhoz, majd a háború után a szocialista Jugoszláviához tartozott. A háború után a fiatalok elvándorlása miatt lakossága folyamatosan csökkent. 1991-től a független Horvátország része. 2011-ben a településnek 45 lakosa volt.

## Lakossága
| Lakosság változása | Lakosság változása | Lakosság változása | Lakosság változása | Lakosság változása | Lakosság változása | Lakosság változása | Lakosság változása | Lakosság változása | Lakosság változása | Lakosság változása | Lakosság változása | Lakosság változása | Lakosság változása | Lakosság változása | Lakosság változása |
| ------------------ | ------------------ | ------------------ | ------------------ | ------------------ | ------------------ | ------------------ | ------------------ | ------------------ | ------------------ | ------------------ | ------------------ | ------------------ | ------------------ | ------------------ | ------------------ |
| 1857               | 1869               | 1880               | 1890               | 1900               | 1910               | 1921               | 1931               | 1948               | 1953               | 1961               | 1971               | 1981               | 1991               | 2001               | 2011               |
| 0                  | 0                  | 0                  | 0                  | 155                | 110                | 117                | 144                | 95                 | 80                 | 72                 | 63                 | 67                 | 48                 | 33                 | 45                 |

(1857 és 1890 között lakosságát Podgorcihoz számították.)